# The Bride of the Nancy Lee
Pour plus de détails, voir Fiche technique et Distribution.
The Bride of the Nancy Lee (littéralement, La Mariée du Nancy Lee) est un film muet américain réalisé par Lynn Reynolds, sorti en 1915.

## Fiche technique
- Titre : The Bride of the Nancy Lee
- Réalisation : Lynn Reynolds
- Scénario : Lynn Reynolds
- Producteur :
- Société de production :  Universal Film Manufacturing Company
- Société de distribution :  Universal Film Manufacturing Company
- Pays d'origine :  États-Unis
- Langue : film muet avec les intertitres en anglais
- Métrage : 600 m (2 bobines)
- Format : Noir et blanc — 35 mm — 1,33:1 — Muet
- Genre : Film dramatique
- Durée : 20 minutes
- Dates de sortie : 
  -  États-Unis : 16 décembre 1915

## Distribution
- Myrtle Gonzalez : Myrtle Fairchild, la grand-mère
- Frank Newburg : Alden Whitaker, le grand-père
- Val Paul (en) : Jacob Kittle
- Alfred Allen